# Pharaonella astula
Pharaonella astula is een tweekleppigensoort uit de familie van de Tellinidae. De wetenschappelijke naam van de soort is voor het eerst geldig gepubliceerd in 1917 door Hedley.